# Вільгельм Богер
Вільгельм Фрідріх Богер (нім. Wilhelm Friedrich Boger; 19 грудня 1906, Штутгарт — 3 квітня 1977, Біссінген) — співробітник гестапо, обершарфюрер СС.

## Біографія
У 1922 вступив в нацистську молодіжну організацію, в 1929 році — в НСДАП (квиток №153 652) і СА, а 19 липня 1930 року — в СС (посвідчення №2 779). Після приходу НСДАП до влади в 1933 році переведений на службу в гестапо. З 1937 року — кримінальний секретар. В 1939 році направлений на роботу в відділення гестапо в Цеханові (на окупованій території Польщі). З 23 грудня 1943 по 17 січня 1945 року — начальник реферату політичного відділу концтабору Аушвіц. Після закінчення війни засуджений. У 1958 вдруге постав перед судом. Втретє (в грудні 1963) постав перед судом у Франкфурті-на-Майні, визнаний причетним до вбивства 1 000 осіб. 19 серпня 1965 року засуджений до довічного тюремного ув'язнення і ще до 15 років ув'язнення. Помер у в'язниці.

## Нагороди
Отримав численні нагороди, серед яких:
- Почесний кут старих бійців
- Медаль «За вислугу років у СС» 4-го, 3-го і 2-го ступеня (12 років)
- Медаль «За вислугу років у НСДАП» в бронзі та сріблі (15 років)
- Медаль «За зимову кампанію на Сході 1941/42»